# فروموشيني
فروموشيني هي قرية تقع في إقليم أراد في رومانيا. تبعد عن أراد 17 كم.

## السكان
حسب إحصائيات 2002 بلغ عدد سكان القرية 2,690 نسمة.